# Eriocorys hystrix
Eriocorys hystrix är en insektsart som beskrevs av De Lotto 1967. Eriocorys hystrix ingår i släktet Eriocorys och familjen ullsköldlöss. Inga underarter finns listade i Catalogue of Life.